# Vaccinium delavayi
Vaccinium delavayi är en ljungväxtart. Vaccinium delavayi ingår i Blåbärssläktet, och familjen ljungväxter.

## Underarter
Arten delas in i följande underarter:
- V. d. delavayi
- V. d. merrillianum